# Llista de districtes urbans alemanys
Això és una llista de districtes urbans d'Alemanya. Alemanya està dividida en 402 districtes administratius, dels quals 295 són rurals (Landkreise) i 107 d'urbans (Kreisfreie Städte / Stadtkreise) - ciutats que formen un districte per elles mateixes.
Un concepte similar és el de Statutarstadt a Àustria, o les independent cities del món de parla anglòfona.
Baden-Württemberg
| - Baden-Baden - Friburg de Brisgòvia - Heidelberg | - Heilbronn - Karlsruhe - Mannheim | - Pforzheim - Stuttgart - Ulm |

Baixa Saxònia
| - Brunsvic (Braunschweig) - Delmenhorst - Emden - Göttingen ¹ - Hannover ² | - Oldenburg - Osnabrück - Salzgitter - Wilhelmshaven - Wolfsburg |

¹ segons la "llei de Göttingen" de l'1 de gener de 1964, la ciutat de Göttingen forma part del districte (Landkreis) de Göttingen, però encara hi regeixen les normes dels districtes urbans.

² segons la "llei de la regió de Hannover" de l'1 de novembre de 2001, Hannover compta com a districte urbà, mentre no hi hagi altra norma.
Baviera
| - Amberg - Ansbach - Aschaffenburg - Augsburg - Bamberg - Bayreuth - Coburg - Erlangen - Fürth | - Hof - Ingolstadt - Kaufbeuren - Kempten im Allgäu - Landshut - Memmingen - Múnic - Nuremberg | - Passau - Ratisbona (Regensburg) - Rosenheim - Schwabach - Schweinfurt - Straubing - Weiden in der Oberpfalz - Würzburg |

Berlín
| - Berlín |

Brandenburg
| - Brandenburg - Cottbus | - Frankfurt am Oder - Potsdam |

Bremen
| - Bremen | - Bremerhaven |

Hamburg
| - Hamburg |

Hessen
| - Darmstadt - Frankfurt del Main - Kassel | - Offenbach am Main - Wiesbaden |

Mecklemburg-Pomerània Occidental
| - Greifswald - Neubrandenburg - Rostock | - Schwerin - Stralsund - Wismar |

Renània-Palatinat
| - Frankenthal - Kaiserslautern - Coblença (Koblenz) - Landau | - Ludwigshafen - Magúncia (Mainz) - Neustadt an der Weinstraße - Pirmasens | - Espira (Alemanya) (Speyer) - Trèveris (Trier) - Worms - Zweibrücken |

Rin del Nord-Westfàlia
| - Aquisgrà ¹ (Aachen) - Bielefeld - Bochum - Bonn - Bottrop - Dortmund - Düsseldorf - Duisburg | - Essen - Gelsenkirchen - Hagen - Hamm - Herne - Colònia (Köln) - Krefeld - Leverkusen | - Mönchengladbach - Mülheim an der Ruhr - Münster - Oberhausen - Remscheid - Solingen - Wuppertal |

¹ segons la "llei d'Aquisgrá" del 21 d'octubre de 2009, Aquisgrá compta com a districte urbà, mentre no hi hagi altra norma.
Saarland

No hi ha districtes urbans. La ciutat de Saarbrücken fou un districte urbà però s'incorporà a la Comunitat urbana de Saarbrücken l'1 de gener de 1974.
Saxònia
| - Chemnitz - Dresden - Leipzig |

Saxònia-Anhalt
| - Dessau - Halle (Saale) - Magdeburg |

Slesvig-Holstein
| - Flensburg - Kiel | - Lübeck - Neumünster |

Turíngia
| - Eisenach - Erfurt - Gera | - Jena - Suhl - Weimar |